# Pedregal de Irimia

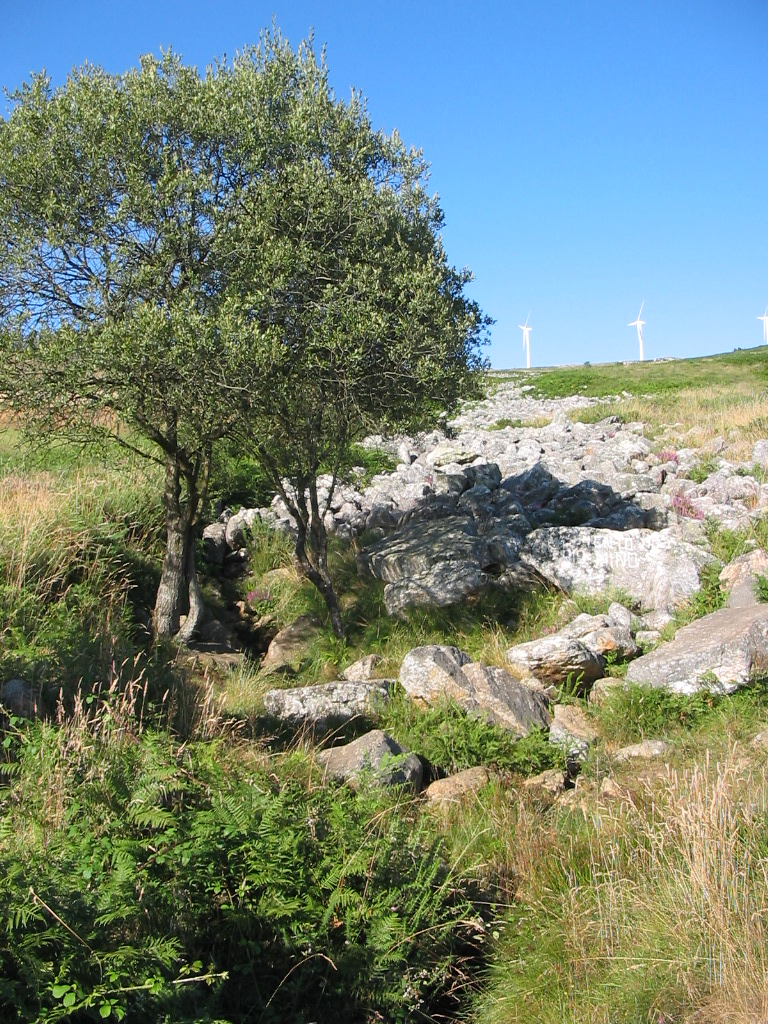
Pedregal de Irimia.

El Pedregal de Irimia es el lugar donde nace el río Miño. Está en la sierra de Meira, a escasos kilómetros de la villa de Meira.
El lugar de nacimiento es disputado por dos ayuntamientos: Meira defiende el nacimiento en el Pedregal y Pastoriza en la laguna de Fonmiñá. Sin embargo, y de forma especial en los últimos años, el Pedregal de Irimia es considerada la fuente primaria del Miño.